# Manuel Ferrari
Manuel Ferrari (La Plata, 1981) és un director, guionista i director artístic argentí.

## Biografia
És docent de la UNLP i programador a Talents Buenos Aires.

## Filmografia

### Llargmetratges
- De la noche a la mañana (2020)
- Cómo estar muerto/Como estar muerto (2008)
- Los delincuentes (2023, com a muntador).

### Documentals
- A propósito de Buenos Aires (2006)

### Curts
- Las credenciales (2020)
- Las expansiones (2017)
- Cónicas de solitude (2015)